# Longueau British Cemetery
Longueau British Cemetery is een Britse militaire begraafplaats met gesneuvelden uit de Eerste en Tweede Wereldoorlog, gelegen in de Franse gemeente Longueau (Somme). De begraafplaats ligt op de hoek van de Rue Henry Barbusse en de Rue des Alliés, op 160 m ten zuidoosten van het gemeentehuis. Ze werd ontworpen door Reginald Blomfield. Het terrein heeft een onregelmatige grondplan en is aan drie zijden omgeven door een lage natuurstenen muur. Aan de open zijde is de toegang die bestaat uit een wit stenen bordes met links en rechts enkele traptreden, daarachter staat het Cross of Sacrifice. De begraafplaats wordt onderhouden door de Commonwealth War Graves Commission.
De begraafplaats telt 204 doden (waaronder 14 niet geïdentificeerde) uit de Eerste Wereldoorlog en 2 doden uit de Tweede Wereldoorlog.

## Geschiedenis
De begraafplaats werd in april 1918 gestart, toen de geallieerde frontlinie voor Amiens werd hersteld. Ze werd tot augustus daaropvolgend gebruikt door gevechtseenheden en veldhospitalen. 
De begraafplaats werd na de wapenstilstand uitgebreid met graven die afkomstig waren uit de omliggende slagvelden en volgende kleinere begraafplaatsen: de Franse militaire begraafplaats en de gemeentelijke begraafplaats van Blangy-Tronville (14 gesneuvelden), Cottenchy Churchyard Extension in Cottenchy (4 gesneuvelden). Deze slachtoffers liggen in Perk IV.
Bij de geïdentificeerde doden zijn er 61 Britten, 66 Canadezen en 23 Australiërs uit de Eerste en 1 Brit en 1 Australiër uit de Tweede Wereldoorlog.

## Graven

### Onderscheiden militairen
- Elmer Watson Jones, luitenant-kolonel bij de Canadian Infantry werd tweemaal onderscheiden met de Distinguished Service Order (DSO and Bar)
- Bartlett McLennan, luitenant-kolonel bij de Canadian Infantry en Norman Lockhart Dreyer, majoor bij de Australian Field Artillery werden onderscheiden met de Distinguished Service Order (DSO).
- Richard William Dewson, kapitein bij het Australian Army Service Corps werd onderscheiden met het Military Cross en de Distinguished Conduct Medal (MC, DCM).
- Andrew Best McBride, kapitein bij het Bedfordshire Regiment, Charles Edward Henry Tempest-Hicks, kapitein bij de 16th (The Queen's) Lancers en John Herold Shooter, onderluitenant bij de Royal Air Force werden onderscheiden met het Military Cross (MC).
- Clive Stanley Crowley, luitenant de Australian Infantry, A.I.F. werd onderscheiden met de Distinguished Conduct Medal (DCM).
- Bert Ginger, kanonnier bij de Royal Garrison Artillery werd onderscheiden met de Meritorious Service Medal (MSM).
- de sergeanten W. Ritchie, Charles William Smith en Alfred Henry Stanley Thorns, de korporaal Allan A. McInnis en soldaat Frederick Norwood Horton ontvingen de Military Medal (MM). Korporaal George Athur Whiting ontving deze onderscheiding tweemaal (MM and Bar).

### Alias
- soldaat Armand Saumure diende onder het alias Armand Charbonneau bij de Canadian Infantry.